# Byschkin
Byschkin (ukrainisch Бишкінь; russisch Бишкинь Bischkin) ist ein Dorf in der ukrainischen Oblast Sumy mit etwa 900 Einwohnern (2001).

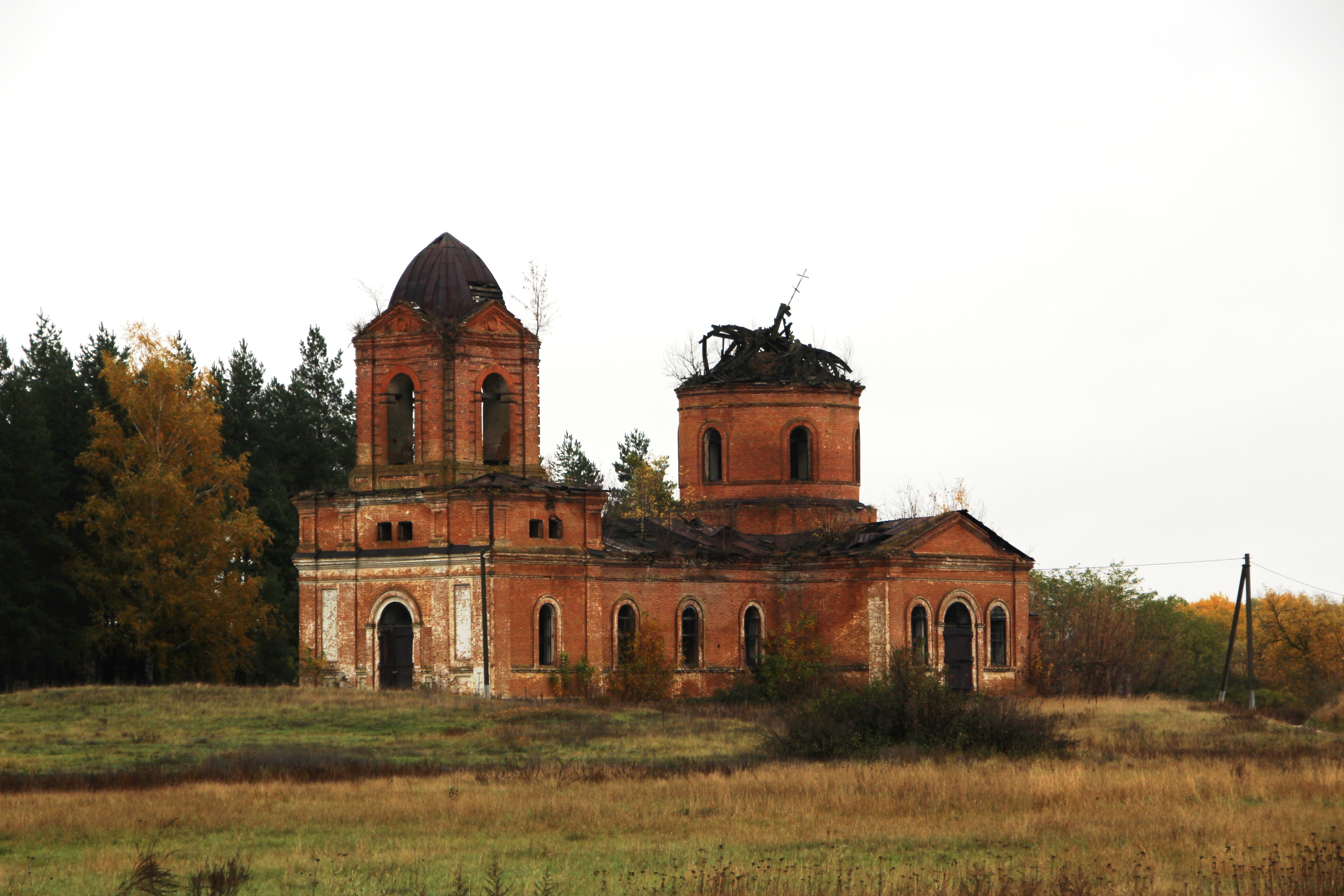
Ruine der St.-Demetrius-Kirche in Byschkin

Das 1678 von Siedlern aus dem Bezirk Smijiw (Зміївський повіт) gegründete Dorf lag von 1780 an in der Sloboda-Ukraine im Gouvernement Charkow des Russischen Kaiserreiches. Zum Gedenken an den Holodomor in den Jahren 1932/33, der im Dorf 27 Opfer fand, wurde im Dorf ein Mahnmal errichtet.
Während der Schlacht um Kursk im Juli 1943 nahm die 40. Armee der Roten Armee das Dorf ein.
Die Ortschaft liegt auf einer Höhe von 122 m am linken Ufer des Psel, einem linken Nebenfluss des Dnepr, 12 km nordöstlich vom ehemaligen Rajonzentrum Lebedyn und 38 km südlich vom Oblastzentrum Sumy. Durch das Dorf verläuft die Territorialstraße T–19–19.
Am 12. Juni 2020 wurde das Dorf ein Teil der neugegründeten Stadtgemeinde Lebedyn, bis dahin bildete es zusammen mit den Dörfern Owdjanske (Овдянське), Rewky (Ревки) und Schtschetyny (Щетини) die gleichnamige Landratsgemeinde Byschkin (Бишкінська сільська рада/Byschkinska silska rada) im Nordosten des Rajons Lebedyn.
Am 17. Juli 2020 kam es im Zuge einer großen Rajonsreform zum Anschluss des Rajonsgebietes an den Rajon Sumy.